# Mosbach
Mosbach är en stad  i Neckar-Odenwald-Kreis i regionen Rhein-Neckar i Regierungsbezirk Karlsruhe i förbundslandet Baden-Württemberg i Tyskland.
Staden ingår i kommunalförbundet Mosbach tillsammans med  kommunerna Elztal, Neckarzimmern och Obrigheim.